# Theridion luteitarse
Theridion luteitarse là một loài nhện trong họ Theridiidae.
Loài này thuộc chi Theridion. Theridion luteitarse được miêu tả năm 1995 bởi Joachim Schmidt & Otto Krause.